# Ziridava cedreleti
Ziridava cedreleti là một loài bướm đêm trong họ Geometridae.